# Witheringia solanacea
Witheringia solanacea là loài thực vật có hoa trong họ Cà. Loài này được L'Hér. miêu tả khoa học đầu tiên năm 1788.